# Ácido perxênico
O ácido perxênico é o composto inorgânico de fórmula H4XeO6, em que o xenônio possui o número de oxidação +8. O ácido perxênico é um ácido fraco poliprótico que nunca foi isolado em um estado puro. Em vez disso, alguns de seus sais, chamados perxenatos, podem ser obtidos.

## Síntese e propriedades
As soluções diluídas de ácido perxênico são obtidas por soluções acidificantes de perxenatos. O ácido puro não pode ser isolado, porque em condições ácidaa se decompõe rapidamente, formando trióxido de xenônio e oxigênio gasoso:  
2HXeO63– + 6H+ → 2XeO3 + O2 + 4H2O
H4 XeO6 é um ácido fraco. As seguintes constantes de dissociação ácida foram medidas: 
H4XeO6 ⇄ H3XeO6– + H+       pK1 <0
H3XeO6– ⇄ H2XeO62– + H+       pK2 = 4,29
H2XeO62– ⇄ HXeO63– + H+       pK3 = 10,75
HXeO63– ⇄ XeO64– + H+       pK4 > 14
H4XeO6 é um oxidante muito forte em solução ácida: 
H4XeO6 + 2H+ + 2e– ⇄ XeO3 + 3H2O       E° = +2,42 V
enquanto na solução básica, o potencial de redução cai para +0,99 V. 

## Perxenatos
Os perxenatos são os sais amarelos do ácido perxênico  contendo o ânion XeO64-. Esse ânion é formado em solução alcalina por desproporção dos xenatos ou por hidrólise de XeF6: 
2HXeO4– + 2OH– → XeO64– + Xe + O2 + 2H2O
2XeF6 + 16OH– → XeO64– + Xe + O2 + 12F– + 8H2O
Alguns perxenatos sólidos foram isolados. Alguns exemplos são Na4XeO6•6H2O, Na4XeO6•8H2O e Ba2XeO6•1,5H2O. Estes sais são sólidos incolores, termicamente estáveis até mais de 200 °C. Os estudos de cristalografia de raios X e espectroscopia Raman mostraram que o ânion XeO64– é octaédrico.   Os ângulos O-Xe-O estão entre 87° e 93°,  e a distância da ligação Xe-O é 187,5 pm. 
O ânion XeO64– também é um forte oxidante em solução ácida, e se reduz a xenato:  
2XeO46 + 6H+ → 2HXeO4– + O2 + H2O
Ao tratar Na4XeO6 ou Ba2XeO6 com ácido sulfúrico concentrado, se obtém o XeO4. 

## Ligaçõex externas
- Media relacionados com Ácido perxênico no Wikimedia Commons